# Plectrocnemia mojkovacensis
Plectrocnemia mojkovacensis là một loài Trichoptera trong họ Polycentropodidae. Chúng phân bố ở miền Cổ bắc.